# En esta primavera
En esta primavera es una película mexicana de comedia musical estrenada en 1979 dirigida por Gilberto Martínez Solares. Está protagonizada por el cantante Juan Gabriel y Estrellita.En este film también participan los actores Ramón Valdés y Rosita Bouchot, reconocidos por su participación en El Chavo del Ocho.

## Trama
Estrellita es una chica aspirante a coro de su cantantes predilecto, Juan Gabriel. Ambos enamorados tendrán que romper obstáculos colocados por terceros para poder mantenerse juntos.

## Reparto
- Juan Gabriel
- Estrellita
- Ramón Valdés
- Alfonso Munguía
- Rosita Bouchot
- Carlos Agostí
- Merle Uribe
- Carlos Bravo y Fernández
- Lina Durán
- Rocío Garcel como Chica en el ensayó
- Jesús González Leal
- Roberto González
- Félix Granada
- Enrique Iglesias
- Mary Medel
- Manuel Resendess
- Edna Rodríguez
- Will Rodríguez
- Paty Terroz